# Mavinahalli, Hassan
Mavinahalli là một làng thuộc tehsil Hassan, huyện Hassan, bang Karnataka, Ấn Độ.